# 蛇口南海酒店
蛇口南海酒店也称『蛇口希尔顿南海酒店』，是一座位于广东深圳蛇口工业区内的一座高档酒店，是深圳首家由中国政府评定的五星级酒店，目前由希尔顿酒店集团运营。

## 历史沿革
1979年蛇口工业区的建设，大批建设者开始涌入蛇口，南海油田的开发和对外开放的试点，国际大型企业也纷至踏来，但原本只是一片渔村的蛇口几乎没有接待能力，导致300多名石油勘探、采掘的国内外专家到蛇口后面临食宿困顿、缺乏办公、会议场所的窘境。
为改善此现象，促进南海油田开发并吸引投资者，时任香港招商局集团常务副董事长的袁庚和香港美丽华集团总经理杨秉正开始筹划在蛇口码头附近建设一家高档酒店。随后，由招商局集团、香港美丽华集团、香港上海汇丰银行、中国银行深圳分行共同出资2.2亿港元，各占25%股权，开建南海酒店。由香港美丽华集团下属的美丽华国际酒店管理有限公司负责运营。
1983年9月25日，酒店正式动工。1985年10月14日，酒店正式对外营业。
1990年，中国大陆首次评选星级酒店，南海酒店被评为全国第一批、深圳第一家五星级酒店。
2014年9月1日，南海酒店改造项目动工，由招商蛇口投资兴建，交由希尔顿酒店集团运营。
2017年7月9日，酒店经过近三年改造翻新后对外正式营业。